# Tramway de la Bigorre
Le tramway de la Bigorre est un ancien réseau de chemin de fer secondaire constitué de deux lignes de tramways électriques interurbaines, et concédé par le département des  Hautes-Pyrénées (Midi-Pyrénées), qui reliait Lourdes à Bagnères-de-Bigorre et au plateau d'Artigues à Gripp, de 1914 à 1934.
Ce réseau départemental de chemins de fer secondaires comprenait également les deux lignes du Tramway Pierrefitte – Cauterets – Luz.

## Histoire
Afin de permettre le développement du tourisme, notamment à l'attention des pèlerins de Lourdes le conseil général des Hautes-Pyrénées décida la création d'une ligne de tramway vers Bagnères-de-Bigorre et la vallée de Campan.
Une première concession fut accordée à MM. Chambrelent et Médebielle, ingénieurs des arts et manufactures, le premier parisien, le second tarbais, par un décret du 7 janvier 1902, en vue de la réalisation de trois lignes de tramway, de Lourdes à Bagnères-de-Bigorre, de Tarbes à Bagnères-de-Bigorre, et de cette ville à Gripp (plateau d'Artigues). Ces concessionnaires n'ayant pas mis en œuvre leur concession, celle-ci fut résiliée par un traité passé entre eux et le département. Une nouvelle concession de 60 ans fut accordée à M. Pierre Médebielle par décret du 16 septembre 1910,. Cette concession prévoyait la construction de deux lignes :
- ligne A. — De la gare (Midi) de Lourdes à Bagnères-de-Bigorre (place des Vignaux), puis la gare de Bagnères-de-Bigorre[3] ;
- ligne B. — De la  gare de Bagnères-de-Bigorre à Gripp (plateau d'Artigues).

Les travaux débutèrent en 1911, et la ligne fut mise en service le 1er juillet 1914.
Un incendie détruisit le dépôt de Bagnères-de-Bigorre, détruisant le matériel roulant qui y était stocké, qui dut être reconstruit.
Compte tenu du déséquilibre persistant entre recettes et dépenses (comme la plupart des réseaux secondaires dans l'entre-deux-guerres, un avenant du 6 août 1925 à la convention entre le département et la société décida que l'exploitation se poursuivrait désormais aux risques et périls du département, la société devenant son prestataire de service intéressé aux résultats de l'exploitation.
Le département des Hautes Pyrénées, propriétaire du réseau et qui en finançait désormais le déficit (par exemple, l'exercice de 1925 se solda par un déficit de 136 450 francs et une participation du département de 144 202 francs), décida vers 1930 l'abandon progressif de l'exploitation ferroviaire, ainsi que la dépose de la voie afin de permettre l'élargissement des routes, la fermeture des gares (sauf celles de Lourdes et de Bagnères). Le service était donc remplacé par une exploitation routière par autocars et camions, qui débuta vers 1930, et permis la création de services de marchés pour Lourdes, Bagnères, Tarbes, ainsi que de services touristiques saisonniers dans toute la région, notamment vers le pic du Midi de Bigorre, ouvert en 1933, ainsi que services de sports d'hiver vers La Mongie.
L'exploitation ferroviaire cessa progressivement :
- Lourdes - Trébons : 1932 (16 km) ;
- Trébons - Campan : 1934 (12 km) ;
- Campan - Gripp : 1932 (10 km) ;
- Gripp - Artigues : 1924 (3 km)[7] et fut remplacée par une desserte en autocars.

### L'exploitant
M. Pierre Médebielle, bénéficiaire de la concession de 1910, transféra ses droits et obligations à la Compagnie des Tramways électriques de la Bigorre (dont il présidait le conseil d’administration en 1916) (T.E.B.), qui construisit les lignes et les exploitât de 1914 à 1918. Constituée en 1914 pour 60 ans, son siège initial était 6 rue Soult à Tarbes, puis avenue de la Gare à Tarbes.
Cette société changeât de dénomination en 1918, et devint la Société des Voies ferrées d'Intérêt Local des Pyrénées (VFP), qui fixa son siège 54 boulevard Haussmann à Paris.
La société fut dissoute en 1939, après la résiliation de la concession ferroviaire et la cession de son matériel roulant ainsi que de ses droits d'exploitation à la Société des transports urbains et ruraux (S.T.U.R), qui exploitait déjà des lignes d'autocars dans la région.

## Infrastructure
La ligne, à voie unique et métrique, était électrifiée. Ses caractéristiques étaient sévères : des rayons de courbure de seulement 16 m. de rayon et des rampes qui atteignaient de 60 ‰ à 80 ‰, voire 100 ‰ sur le tronçon de 3 km entre Gripp et Artigues, afin de rattraper d'importantes dénivellations entre Lourdes (410 m. d'altitude), Bagnères-de-Bigorre (542 m.), Sainte-Marie-de-Campan (857 m.), Gripp (1 000 m.) et le Plateau d'Artigues (1 200 m.), située au début de la montée du col du Tourmalet.
Elle croisait à niveau la ligne de Lourdes à Pierrefitte-Nestalas dans le quartier du Tydos à Lourdes, et une des lignes du tramway de Lourdes près de la place Peyramale, ce qui impliquait un système compliqué de croisement des deux caténaires, celles du tramway était sous 800 V continu.
La ligne était presque exclusivement construite sur la chaussée de voies publiques (route nationale 637 de Pau à Montgaillard, puis route nationale 135 jusqu'à Bagnères-de-Bigorre et Sainte-Marie-de-Campan, et enfin la route nationale 618 jusqu'au plateau d'Artigues), sauf dans les déviations entre Orincles et Loucrup (construite en 1927-1928 et longue de 3 km), et de Sainte-Marie-de-Campan (longue de 2 km et construite en 1928-1929), dont les rampes était limitée à 60 ‰. La voie disposait, dès l'origine, d'un site propre en accotement de la route sur la section Montgaillard - Bagnères.

### La ligne
La ligne, longue de 41 km et à voie métrique, avait l'itinéraire suivant :
- Lourdes ;
- Arcizac ;
- Escoubès ;
- Orincles ;
- Loucrup ;
- Montgaillard ;
- Trébons ;
- Pouzac ;
- Bagnères-de-Bigorre (place de la gare) ;
- Bagnères-de-Bigorre (place Jubinal) ;
- Beaudéan ;
- Campan ;
- Sainte-Marie-de-Campan ;
- Gripp ;
- Plateau d'Artigues[10],[11].

### Installations électrique
La ligne était électrifiée par courant monophasé 6 600 volts, 16 hertz 2/3. L'énergie était transmise initialement par une sous-station située près de l'origine de la ligne, à Lourdes-Tydos, puis par la Compagnie du Midi, depuis sa sous-station de Bagnères-de-Bigorre.
La ligne aérienne de contact était supportée par des poteaux en bois, ou, en agglomération, par des poteaux métalliques tubulaires.

### Dépôts
Chacune des deux lignes disposait d'une remise pour les automotrice, l'une à Lourdes-Tydos et l'autre à Sainte-Marie-de-Campan. La loi de 1910 régularisait l'existence d'un dépôt au terrain Bazerque à Bagnères-de-Bigorre, accessible par la rue de l'Égalité.

## Exploitation

### Matériel roulant
Les automotrices et tracteurs ont été fournis en 1911 par les Forges et Atelier de construction  Latécoère à Bagnères-de-Bigorre. Il s'agissait de :
Automotrices et tracteurs
- Quatre automotrices à voyageurs à bogies, équipés de quatre moteurs de 45 ch., à deux classes, comprenant 24 places assises (dont 6 en 1re classe) et 10 à 12 places debout dans un compartiment central normalement destiné au transport de bagages.
Leur vitesse maximale était de 30 km/h, et elles avaient une masse en ordre de marche de 22 tonnes environ.
- Deux automotrices posées sur truck de 2 essieux, équipé de 2 moteurs de 45 ch., à deux classes, comprenant 24 places assises (dont 6 en première classe) et 8 à 10 debout.
Leur vitesse maximale était de 15 km/h et leur masse en ordre de marche de 12 tonnes environ.
- Deux tracteurs à marchandises à 2 essieux (2 moteurs de 45ch.), de  9 tonnes environ en ordre de marche.

Après l'incendie du dépôt de Bagnères-de-Bigorre de 1920, Latécoère reconstruisit le matériel sinistré, mais en portant le gabarit de 2 m de large à 2,10 m.
Matériel remorqué voyageurs
- Quatre remorques ouvertes d'été à bogies, de 48 places assises en 2e classe et 16 places debout, tractables uniquement par une automotrice à bogies, fournies par Soulé.
- Deux remorques d'hiver fermées, posées sur trucks à deux essieux, de 24 places assises et 10 places debout, tractables par toutes les automotrices, fournies par Latécoère[4].

Wagons à marchandises
- Deux wagons plats à ridelles, à deux essieux, de 5 tonnes de charge utile.
- Un wagon plat à ridelles à bogies (4 essieux) de 10 tonnes de charge utile.

tous fournis en 1927 par Pétolat-Dijon.
L'ensemble du matériel roulant était équipé de freins mécaniques à vis, et de freins à air comprimé système Westinghouse. En 1925, les automotrices furent en outre équipées en outre d'un freinage rhéostatique (à résistance système C.G.E.).

### Personnel
Le personnel du réseau était le suivant, à la fin de l'exploitation :
- direction :
  - un directeur, chef des services d’exploitation,
  - un Inspecteur, chargé du service de l'exploitation (gare et trains),
  - un chef de dépôt, chargé des installations électriques et du matériel roulant,
  - un chef de district, chargé des installations de voies et bâtiments et des lignes électriques ainsi que des installations téléphoniques ;
  - deux comptables, une secrétaire ;
- exploitation :
  - trains : six Wattmen, six chefs de trains, six receveurs, un contrôleur de route,
  - gares : trois chefs de gare, deux chefs de bureau de ville, douze chefs de station (hommes ou femmes) ;
- service du matériel roulant et des installations électriques :
  - un contremaître, dix à douze ouvriers ;
- service de la voie, bâtiments et lignes électriques :
  - un surveillant, six chefs de canton, dix-huit cantonniers ou auxiliaires temporaires[4].

Le directeur, l'inspecteur et le chef de district étaient des personnels détachés de la compagnie du Midi, dont les VFP étaient proches.

### Accidents notables
Le 31 août 1916, un déraillement fit six morts.
L'accident le plus grave eut lieu en mai 1921 : un déraillement sur un pont dominant Gripp fit dix morts et douze blessés parmi un groupe de boulangers et pâtissiers de Bagnères et de Campan, partis fêter la Saint-Honoré à Gripp. En leur hommage, le pont sera par la suite surnommé le « pont des Boulangers ».

## Vestiges et matériels préservés
La dépose de la voie et des lignes électriques fut achevée en 1932. Le département, propriétaire du réseau, eut la jouissance des bâtiments. L'ensemble du matériel roulant fut détruit.
Certaines anciennes gares subsistent : à Arcizac, Loucrup, Orincles et Montgaillard. La gare de Sainte-Marie-de-Campan fut reconstruite à La Mongie dont elle constitua le premier hôtel.